# Włochy na Zimowych Igrzyskach Olimpijskich 1936
Włochy na Zimowych Igrzyskach Olimpijskich 1936 reprezentowało 40 zawodników: 35 mężczyzn i pięć kobiet. Był to czwarty start reprezentacji Włoch na zimowych igrzyskach olimpijskich.

## Skład kadry

### Biegi narciarskie
Mężczyźni
| Zawodnik                                                            | Konkurencja        | czas    | Pozycja |
| ------------------------------------------------------------------- | ------------------ | ------- | ------- |
| Vincenzo Demetz                                                     | Bieg na 18 km      | 1:20:06 | 13.     |
| Severino Menardi                                                    | Bieg na 18 km      | 1:20:34 | 16.     |
| Giulio Gerardi                                                      | Bieg na 18 km      | 1:21:25 | 19.     |
| Raffaele Nasi                                                       | Bieg na 18 km      | 1:32:12 | 52.     |
| Giovanni Kasebacher                                                 | Bieg na 50 km      | 3:53:08 | 13.     |
| Vincenzo Demetz                                                     | Bieg na 50 km      | 3:56:47 | 16.     |
| Tobia Senoner                                                       | Bieg na 50 km      | 3:57:16 | 17.     |
| Giacomo Scalet                                                      | Bieg na 50 km      | 4:01:54 | 22.     |
| Giulio Gerardi Severino Menardi Vincenzo Demetz Giovanni Kasebacher | Sztafeta 4 × 10 km | 2:50:05 | 4.      |

### Bobsleje
Mężczyźni
| Osada | Zawodnik                                                               | Konkurencja | Ślizg 1 | Ślizg 2              | Ślizg 3 | Ślizg 4 | Łącznie                   | Pozycja                   |
| ----- | ---------------------------------------------------------------------- | ----------- | ------- | -------------------- | ------- | ------- | ------------------------- | ------------------------- |
| ITA-2 | Edgardo Vaghi Dario Poggi                                              | Dwójki      | 1:30,03 | 1:25,66              | 1:29,04 | 1:26,29 | 5:51,02                   | 11.                       |
| ITA-1 | Antonio Brivio Carlo Solveni                                           | Dwójki      | 1:33,38 | 1:27,85              | 1:25,78 | 1:24,20 | 5:51,21                   | 12.                       |
| ITA-1 | Antonio Brivio Carlo Solveni Emilio Dell'Oro Raffaele Menardi          | Czwórki     | 1:26,96 | 1:22,46              | 1:20,98 | 1:20,67 | 5:31,07                   | 10.                       |
| ITA-2 | Francesco De Zanna Ernesto Franceschi Uberto Gillarduzzi Amedeo Angeli | Czwórki     | 1:23,02 | Nie ukończyli ślizgu | -       | -       | Nie ukończyli konkurencji | Nie ukończyli konkurencji |

### Hokej na lodzie
Reprezentacja mężczyzn
| - Augusto Gerosa - Franco Rossi - Gianmario Baroni - Decio Trovati - Camillo Mussi |  | - Giovanni Scotti - Ignazio Dionisi - Mario Zucchini - Mario Maiocchi - Carlo Zucchini |

Reprezentacja Włoch brała udział w rozgrywkach grupy B turnieju olimpijskiego zajmując w niej trzecie miejsce i nie awansując do dalszych rozgrywek. Reprezentacja Włoch została sklasyfikowana na 9. miejscu.
Grupa B
| Drużyna           | M | Mecze | Mecze | Mecze | Bramki | Bramki | Bramki | Pkt |
| Drużyna           | M | W     | R     | P     | +      | -      | +/-    | Pkt |
| ----------------- | - | ----- | ----- | ----- | ------ | ------ | ------ | --- |
| III Rzesza        | 3 | 2     | 0     | 1     | 5      | 1      | +4     | 4   |
| Stany Zjednoczone | 3 | 2     | 0     | 1     | 5      | 2      | +3     | 4   |
| Włochy            | 3 | 1     | 0     | 2     | 2      | 5      | -3     | 2   |
| Szwajcaria        | 3 | 1     | 0     | 2     | 1      | 5      | -4     | 2   |

Wyniki 
| 7 lutego 1936 | Niemcy | 3:0 | Włochy | Olympia-Kunsteis-Stadion |

| Godzina: 21:00 | H.Schibukat G.Jaenecke R.Ball | (1:0, 1:0, 1:0) |  | Sędzia główny: Tupalski Sędziowie liniowi: Lator |

| 8 lutego 1936 | Włochy | 2:1 po dogrywce | Stany Zjednoczone | Olympia-Kunsteis-Stadion |

| Godzina: 15:45 | M.Zucchini G.Scotti | (0:0, 0:0, 1:1, 0:0, 1:0) | J.Garrison | Sędzia główny: Andreossi Sędziowie liniowi: Weinberger |

| 9 lutego 1936 | Szwajcaria | 1:0 | Włochy | Olympia-Kunsteis-Stadion |

| Godzina: 21:00 | Ch.Keßler | (0:0, 1:0, 0:0) |  | Sędzia główny: Weinberger Sędziowie liniowi: Brown |

### Kombinacja norweska
Mężczyźni
| Zawodnik         | Konkurencja   | Bieg narciarski | Bieg narciarski | Bieg narciarski | Skoki narciarskie     | Skoki narciarskie     | Skoki narciarskie     | Skoki narciarskie     | Łącznie                  | Pozycja                  |
| Zawodnik         | Konkurencja   | Czas biegu      | Pozycja         | Punkty          | Skok 1                | Skok 2                | Punkty                | Pozycja               | Łącznie                  | Pozycja                  |
| ---------------- | ------------- | --------------- | --------------- | --------------- | --------------------- | --------------------- | --------------------- | --------------------- | ------------------------ | ------------------------ |
| Severino Menardi | Indywidualnie | 1:20:34         | 5.              | 211,0           | 37,5                  | 40,0                  | 157,3                 | 40.                   | 368,3                    | 20.                      |
| Andrea Vuerich   | Indywidualnie | 1:25:01         | 14.             | 186,7           | Nie stanął na starcie | Nie stanął na starcie | Nie stanął na starcie | Nie stanął na starcie | Nie ukończył konkurencji | Nie ukończył konkurencji |

### Łyżwiarstwo figurowe
| Zawodnik                      | Konkurencja   | Nota | Pozycja |
| ----------------------------- | ------------- | ---- | ------- |
| Anna Cattaneo Ercole Cattaneo | Pary sportowe | 93,0 | 9.      |

### Narciarstwo alpejskie
Mężczyźni
| Zawodnik           | Konkurencja         | Zjazd               | Zjazd               | Slalom              | Slalom              | Slalom  | Łącznie                  | Łącznie                  |
| Zawodnik           | Konkurencja         | Czas                | Pozycja             | Czas 1-go przejazdu | Czas 2-go przejazdu | Pozycja | Punkty                   | Pozycja                  |
| ------------------ | ------------------- | ------------------- | ------------------- | ------------------- | ------------------- | ------- | ------------------------ | ------------------------ |
| Cinto Sertorelli   | Kombinacja alpejska | 5:05,0              | 9.                  | 1:19,3              | 1:30,1              | 7.      | 90,39                    | 7.                       |
| Adriano Guarnieri  | Kombinacja alpejska | 5:26,4              | 13.                 | 1:28,5              | 1:50,1              | 25.     | 80,94                    | 17.                      |
| Vittorio Chierroni | Kombinacja alpejska | 5:20,0              | 12.                 | 1:33,4              | 1:50,8              | 27.     | 80,80                    | 18.                      |
| Rolando Zanni      | Kombinacja alpejska | Nie ukończył zjazdu | Nie ukończył zjazdu | -                   | -                   | -       | Nie ukończył konkurencji | Nie ukończył konkurencji |

Kobiety
| Zawodnik         | Konkurencja         | Zjazd  | Zjazd   | Slalom              | Slalom              | Slalom  | Łącznie                   | Łącznie                   |
| Zawodnik         | Konkurencja         | Czas   | Pozycja | Czas 1-go przejazdu | Czas 2-go przejazdu | Pozycja | Punkty                    | Pozycja                   |
| ---------------- | ------------------- | ------ | ------- | ------------------- | ------------------- | ------- | ------------------------- | ------------------------- |
| Frida Clara      | Kombinacja alpejska | 6:16,8 | 16.     | 1:38,1              | 1:35,1              | 9.      | 77,17                     | 12.                       |
| Paula Wiesinger  | Kombinacja alpejska | 5:55,2 | 10.     | 1:54,4              | 2:07,8              | 24.     | 72,19                     | 16.                       |
| Nives Dei Rossi  | Kombinacja alpejska | 7:03,2 | 24.     | 1:51,8              | 2:04,3              | 22.     | 66,06                     | 24.                       |
| Iseline Crivelli | Kombinacja alpejska | 7:24,4 | 27.     | 2:04,0              | Dyskwalifiacja      | -       | Nie ukończyła konkurencji | Nie ukończyła konkurencji |

### Skoki narciarskie
Mężczyźni
| Skoczek      | Konkurencja       | Skok 1                | Skok 1                | Skok 2    | Skok 2 | Nota                     | Pozycja                  |
| Skoczek      | Konkurencja       | odległość             | Nota                  | odległość | Nota   | Nota                     | Pozycja                  |
| ------------ | ----------------- | --------------------- | --------------------- | --------- | ------ | ------------------------ | ------------------------ |
| Bruno Da Col | Skocznia normalna | 59,0                  | 87,8                  | 61,0      | 91,8   | 179,6                    | 37.                      |
| Mario Bonomo | Skocznia normalna | Nie stanął na starcie | Nie stanął na starcie | -         | -      | Nie ukończył konkurencji | Nie ukończył konkurencji |